# Vexillum strnadi
Vexillum strnadi is een slakkensoort uit de familie van de Costellariidae. De wetenschappelijke naam van de soort is voor het eerst geldig gepubliceerd in 2010 door Poppe & Tagaro.